# Le Prix de l'honneur
Pour plus de détails, voir Fiche technique et Distribution.
Le Prix de l'honneur est un téléfilm français tourné par Gérard Marx en 2003 pour la chaîne française TF1.
La plupart des scènes de cette fiction ont été tournées à l'École royale militaire de Bruxelles, en Belgique.

## Synopsis
Michel Sardou y incarne un colonel de l'armée française, soupçonné de meurtre par une ancienne élève de l'école militaire, devenue inspectrice de police (incarnée par Alexandra Vandernoot).

## Fiche technique
- Réalisateur : Gérard Marx
- Scénariste : Odile Barski, Stéphane Kaminka
- Producteur : Jean-Pierre Dusséaux
- Musique du film : Simon Cloquet-Lafollye
- Société de production : TF1 Films Production
- Société de distribution : TF1
- Pays d'origine : France
- Genre : Film policier
- Durée : 95 minutes
- Date de diffusion : 24 novembre 2003 sur TF1

## Distribution
- Michel Sardou : Le colonel Legoff
- Alexandra Vandernoot : Marion Delorme
- Jean-Michel Vovk
- Jean-Marie Winling : Le général Doucet
- Michel Bompoil : Le commandant Faure
- Anne Macina : Nadine Legoff
- Alexandra Ansidei : Louise Devos
- Thomas Derichebourg : Sandro Forti
- Guillaume Gabriel : Lionel Sartre
- Michel Kacenelenbogen : Le commissaire Fayol
- Philippe Lelièvre : Marc Delorme
- Luc Lavandier : David Kremer
- Anne Charrier : Sophie Larrieu
- Sacha Kremer : Miguel
- Christophe Lefèvre : Chef de l'Orchestre

## Édition
Ce téléfilm est édité en DVD en 2004, distributeurs Images et Cie et TF1.